# Distrito electoral federal 12 de Michoacán
El Distrito electoral federal 12 de Michoacán fue uno de los 300 distritos electorales en los que se encontraba dividido el territorio de México para la elección de diputados federales y uno de los 12 en los que se dividía el estado de Michoacán de Ocampo. Fue suprimido durante el proceso de distritación de 2022. 
Su cabecera durante la última distritación, que estuvo vigente del 2017 al 2022,  fue la ciudad de Apatzingán de la Constitución. El distrito 10 de Michoacán se ubicaba en el suroeste del estado y lo conformaban los siguientes once municipios: Aguililla, Apatzingán, Aquila, Buenavista, Coahuayana, Coalcomán de Vázquez Pallares, Chinicuila, Nuevo Parangaricutiro, Peribán, Tancítaro y Tepalcatepec.

## Distritaciones anteriores
El distrito 12 fue creado por la reforma electoral de 1977 cuando Michoacán pasó de tener nueve distritos a doce, por tanto había elegido diputado a partir de la LI Legislatura de 1979.

### Distritación 1996-2005
Entre 1996 y 2005 el distrito 12 se localizaba en la misma zona de Michoacán pero su integración municipal era diferente, solo coincidiendo con la actual los municipios de Aguililla, Apatzingán, Buenavista y Tancítaro, integrándolo además los de Gabriel Zamora, La Huacana, Múgica, Nuevo Urecho y Parácuaro.

### Distritación 2005-2017
Entre 2005 y 2017 el distrito 12 se integraba por los municipios de Aguililla, Apatzingán, Aquila, Buenavista, Coahuayana, Coalcomán de Vázquez Pallares, Chinicuila, Parácuaro, Peribán, Tancítaro y Tepalcatepec.

## Diputados por el distrito
- LI Legislatura
  - (1979 - 1994): Abimael López Castillo
- LVI Legislatura
  - (1994 - 1997): Víctor Manuel Silva Tejeda
- LVII Legislatura
  - (1997 - 2000): Lázaro Cárdenas Batel
- LVIII Legislatura
  - (2000 - 2003): Cuauhtémoc Montero Esquivel
- LIX Legislatura
  - (2003 - 2006): Inelvo Moreno Álvarez
- LX Legislatura
  - (2006 - 2009): Irineo Mendoza Mendoza
- LXI Legislatura
  - (2009 - 2012): José María Valencia Barajas
- LXII Legislatura
  - (2012 - 2015): Salvador Ortiz García
- LXIII Legislatura
  - (2015 - 2018): Omar Noé Bernardino Vargas
- LXIV Legislatura
  - (2018-2021): Francisco Javier Huacus Esquivel  [4]
- LXV Legislatura
  - (2021-2024): Francisco Javier Huacus Esquivel